# Lorenzo Magalotti (letterato)
Lorenzo Magalotti (Roma, 13 dicembre 1637 – Firenze, 2 marzo 1712) è stato uno scienziato, letterato e diplomatico italiano, al servizio del Granducato di Toscana.

## Biografia
Appartenente a una famiglia dell'aristocrazia fiorentina, nacque a Roma, dove il padre Orazio era prefetto dei corrieri pontifici, pochi mesi dopo la morte dell'omonimo zio cardinale; la madre si chiamava Francesca Venturi. Studiò nel Collegio Romano, un seminario dei Gesuiti, e successivamente  nell'Università di Pisa, dove fu allievo di Vincenzo Viviani e di Marcello Malpighi.
Segretario del cardinale Leopoldo de' Medici, nel 1660 fu nominato segretario dell'Accademia del Cimento (fondata dal cardinale nel 1657). Fece parte anche dell'Accademia della Crusca e dell'Accademia dell'Arcadia col nome di Lindoro Elateo. Dall'esperienza al Cimento nacquero i Saggi di naturali esperienze, ossia le relazioni dell'attività dell'Accademia  del Cimento dal 1662 al 1667 (anno in cui l'Accademia fu sciolta).
Dal 1667 passò al servizio di Cosimo III de' Medici, granduca di Toscana, iniziando così un'attività diplomatica che lo portò a una lunga serie di viaggi per tutta l'Europa (raccolse in diverse opere le sue vivaci e brillanti relazioni di viaggio). Nel 1675 ottenne il titolo di conte e la nomina ad ambasciatore residente a Vienna, sede dalla quale venne improvvisamente rimosso nel 1678 per ragioni rimaste ignote e legate verosimilmente a dissensi di natura politica col granduca. Si ritirò allora a vita privata nei suoi possedimenti e successivamente chiese di entrare a far parte della Confederazione dell'Oratorio di San Filippo Neri; ma si pentì anche di questa decisione, e si ritirò definitivamente nella sua villa di Lonchio.
Magalotti si dedicò anche all'attività letteraria; ma la sua produzione poetica petrarcheggiante non è ritenuta all'altezza delle sue relazioni scientifiche, tranne forse delle canzonette anacreontiche derivanti da traduzioni dalla lingua greca di testi dello stesso Anacreonte. Tradusse inoltre il Paradiso perduto del Milton e un poemetto georgico del poeta inglese John Philips (The Cyder). Un apporto positivo hanno invece recato i documenti della sua amicizia con Charles de Saint-Évremond, pubblicati nel 1964.
Pubblicò anche vari scritti di divulgazione scientifica, da cui traspare la sua particolare attenzione per la filosofia naturale di Galileo.

## Opere

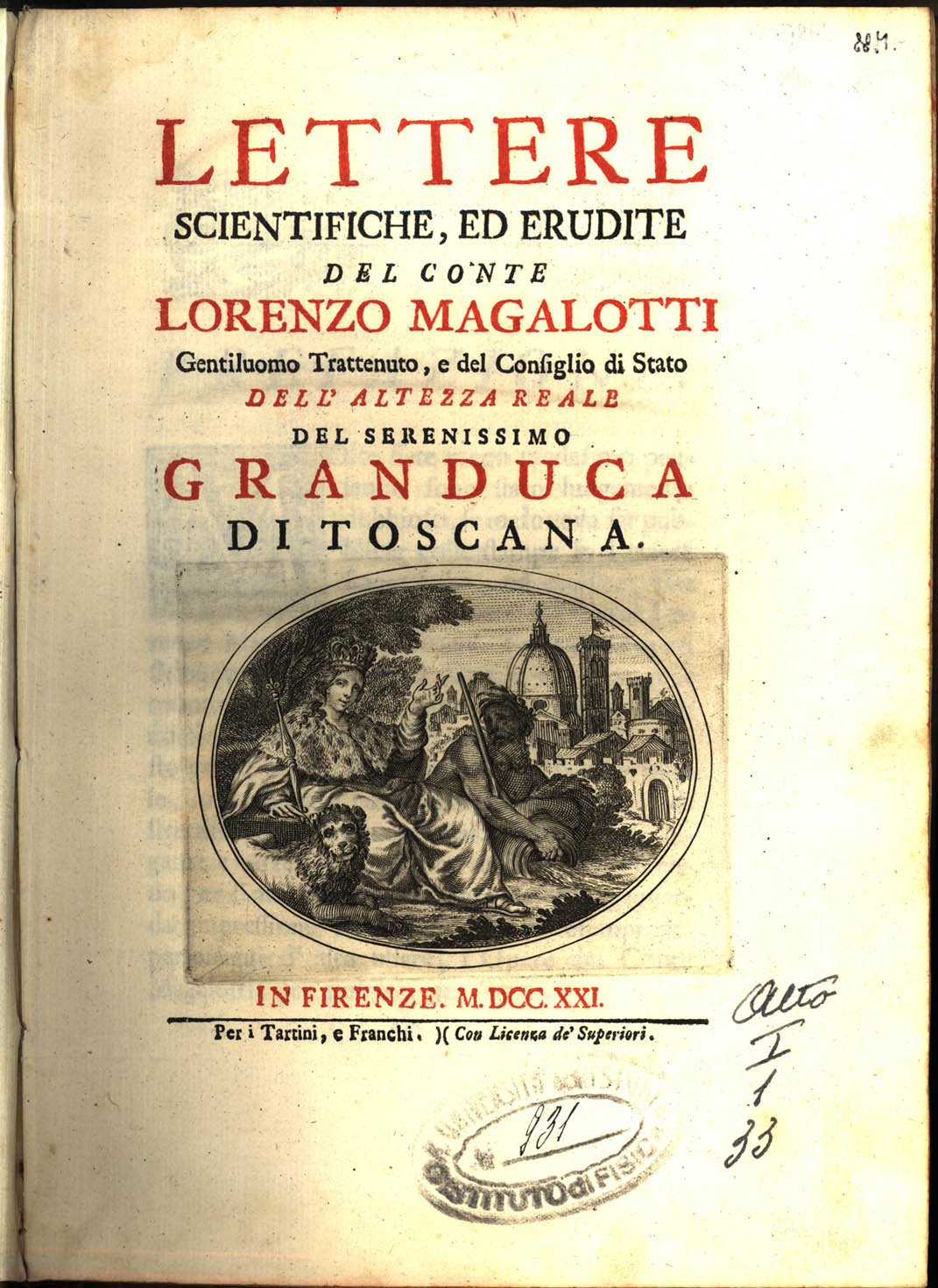
Frontespizio di Lettere scientifiche ed erudite di Lorenzo Magalotti (Firenze, 1721)

- Canzonette anacreontiche di Lindoro Elateo, pastore arcade, 1723.
- Delle lettere familiari del conte Lorenzo Magalotti e di altri insigni uomini a lui scritte, Firenze, 1769.
- Diario di Francia dell'anno 1668, a cura di M.L. Doglio, Palermo, Sellerio, 1991
- La donna immaginaria, canzoniere del conte Lorenzo Magalotti con altre di lui leggiadrissime composizioni inedite, raccolte e pubblicate da Gaetano Cambiagi al nobilissimo signore Vincenzo Maria Alamanni patrizio fiorentino marchese di Trentola, e Barone di Loriano (Nel regno di Napoli, oggi Marcianise) ecc., Lucca 1762.
- Lettere del conte Lorenzo Magalotti gentiluomo fiorentino dedicate all'Ecc.mo e Clar.mo Sig. Senatore Carlo Ginori Cav. dell'Ordine di S. Stefano, Segretario delle Riformagioni e delle Tratte, Lucca 1736.
- Lettere familiari (parte I) contro l'ateismo, Venezia 1719.
- Lettere odorose, a cura di E. Falqui, Milano 1943.
- Lettere scientifiche, ed erudite del conte Lorenzo Magalotti gentiluomo trattenuto, e del Consiglio di Stato dell'Altezza Reale del Serenissimo Granduca di Toscana, Firenze 1727.
- Opere dei discepoli di Galileo Galilei, ed. naz. a cura di G. Abetti e P. Pagnini, vol. I, dedicato all'Accademia del Cimento, Firenze. 1942.
- Saggi di naturali esperienze fatte nell'Accademia del cimento sotto la protezione del Serenissimo Principe Leopoldo di Toscana e descritte dal Segretario di essa Accademia, Milano 1806.
- Scritti di corte e di mondo, a cura di Enrico Falqui, Roma 1945.
- Varie operette del conte Lorenzo Magalotti con giunta di otto lettere su le terre odorose d'Europa e d'America dette volgarmente buccheri ora pubblicate per la prima volta, Roma. 1825.

## Ascendenza
|                                        |                                   |                         | Genitori                            |  |  | Nonni |  |  | Bisnonni          |  |  | Trisnonni                  |  |
|                                        |                                   |                         |                                     |  |  |       |  |  | Antonio Magalotti |  |  | Giovanni Filippo Magalotti |  |
|                                        |                                   |                         |                                     |  |  |       |  |  | Antonio Magalotti |  |  | Giovanni Filippo Magalotti |  |
|                                        |                                   | Cassandra Rinuccini     |                                     |  |  |       |  |  | Antonio Magalotti |  |  |                            |  |
| Filippo Magalotti                      |                                   |                         |                                     |  |  |       |  |  | Antonio Magalotti |  |  |                            |  |
|                                        |                                   | Costanza Mannelli       | Matteo Mannelli                     |  |  |       |  |  |                   |  |  |                            |  |
|                                        |                                   | Costanza Mannelli       | Matteo Mannelli                     |  |  |       |  |  |                   |  |  |                            |  |
|                                        |                                   | Costanza Mannelli       | Lucrezia Cavalcanti                 |  |  |       |  |  |                   |  |  |                            |  |
| Orazio Magalotti                       |                                   | Costanza Mannelli       |                                     |  |  |       |  |  |                   |  |  |                            |  |
|                                        |                                   | …                       | …                                   |  |  |       |  |  |                   |  |  |                            |  |
|                                        |                                   | …                       | …                                   |  |  |       |  |  |                   |  |  |                            |  |
|                                        |                                   | …                       | …                                   |  |  |       |  |  |                   |  |  |                            |  |
| …                                      |                                   | …                       |                                     |  |  |       |  |  |                   |  |  |                            |  |
|                                        |                                   | …                       | …                                   |  |  |       |  |  |                   |  |  |                            |  |
|                                        |                                   | …                       | …                                   |  |  |       |  |  |                   |  |  |                            |  |
|                                        |                                   | …                       | …                                   |  |  |       |  |  |                   |  |  |                            |  |
| Lorenzo Magalotti                      |                                   | …                       |                                     |  |  |       |  |  |                   |  |  |                            |  |
|                                        | Ridolfo Venturi, nobile mantovano | Cosimo Venturi          |                                     |  |  |       |  |  |                   |  |  |                            |  |
|                                        | Ridolfo Venturi, nobile mantovano | Cosimo Venturi          |                                     |  |  |       |  |  |                   |  |  |                            |  |
|                                        | Ridolfo Venturi, nobile mantovano | Sibilla Pucci           |                                     |  |  |       |  |  |                   |  |  |                            |  |
| Ippolito Filippo Venturi               | Ridolfo Venturi, nobile mantovano |                         |                                     |  |  |       |  |  |                   |  |  |                            |  |
|                                        |                                   | Laura della Gherardesca | conte Ippolito della Gherardesca    |  |  |       |  |  |                   |  |  |                            |  |
|                                        |                                   | Laura della Gherardesca | conte Ippolito della Gherardesca    |  |  |       |  |  |                   |  |  |                            |  |
|                                        |                                   | Laura della Gherardesca | Maria Salviati, patrizia fiorentina |  |  |       |  |  |                   |  |  |                            |  |
| Francesca Venturi, patrizia fiorentina |                                   | Laura della Gherardesca |                                     |  |  |       |  |  |                   |  |  |                            |  |
|                                        |                                   | …                       | …                                   |  |  |       |  |  |                   |  |  |                            |  |
|                                        |                                   | …                       | …                                   |  |  |       |  |  |                   |  |  |                            |  |
|                                        |                                   | …                       | …                                   |  |  |       |  |  |                   |  |  |                            |  |
| …                                      |                                   | …                       |                                     |  |  |       |  |  |                   |  |  |                            |  |
|                                        |                                   | …                       | …                                   |  |  |       |  |  |                   |  |  |                            |  |
|                                        |                                   | …                       | …                                   |  |  |       |  |  |                   |  |  |                            |  |
|                                        |                                   | …                       | …                                   |  |  |       |  |  |                   |  |  |                            |  |
|                                        |                                   | …                       |                                     |  |  |       |  |  |                   |  |  |                            |  |